# تيرا تيمبلادا
تيرا تيمبلادا هو مصطلح إسباني يعني الأرض المعتدلة، ويطلق على الجزء من المرتفعات المدارية الأمريكية الذي يلي الجزء المنخفض - الأرض الحارة- وذلك فيما بين سويتي ارتفاع 900-1800 م, حيث درجة الحرارة السنوية المتوسطة بين 24-18 مْ، وتجود في هذه المنطقة محاصيل: البن والذرة والشاي والقطن والأرز.